# Emin Mahmudov
Emin Mahmudov (em azeri:  Emin Cəbrayıl oğlu Mahmudov, Saatly, 27 de abril de 1992) é um futebolista azeri que atua como meio-campista. Atualmente, joga pelo Neftçi Baku.

## Carreira

### Spartak Moscou
Após a dissolução de Saturn, Mahmudov assinou contrato com o Spartak Moscou como agente livre em 15 de janeiro de 2011. Emin jogou 90 minutos contra o Rostov no primeiro jogo da temporada 2011-12. Mahmudov disputou um total de 12 partidas durante a temporada pelo Spartak, no entanto, apesar de uma estreia bem-sucedida, não conseguiu se tornar o jogador do time principal. Durante as 3 temporadas entre 2012 e 2014, Mahmudov jogou por empréstimo pelo Tomsk e Krylia Sovetov e também jogou pelo time reserva do Spartak.

### Boavista
Em 21 de julho de 2016 assinou um contrato de dois anos com a Boavista. Mahmudov estreou pelo Boavista contra o Sporting em 26 de novembro de 2016. No dia 23 de dezembro de 2016, Mahmudov marcou seu primeiro gol pelo clube, fora de casa, contra o Nacional.

### Neftchi Baku
Em 18 de setembro de 2017, Neftchi Baku assinou com Mahmudov até o final da temporada 2017-18. Mahmudov fez sua estreia na Premier League do Azerbaijão contra o Gabala em 24 de setembro de 2017. Ele marcou seu primeiro gol pelo Neftchi Baku contra o Gabala em 19 de novembro de 2017. Em 17 de junho de 2018, Mahmudov assinou um novo contrato com o Neftçi PFK até o final da temporada 2019–20. Ele é o capitão do Neftchi Baku.
Tem dupla cidadania do Azerbaijão e da Rússia e, portanto, pode jogar em ambas as equipes. Mahmudov jogou pelas seleções juvenis do Azerbaijão até 2007, e jogou por todas as categorias de base da seleção russa desde então. Emin Mahmudov sagrou-se campeão da Commonwealth of Independent States Cup duas vezes em 2012 e 2013, como membro da seleção russa de sub-21,  foi convocado e jogou pela Seleção Azeri de Futebol na vitória por 1 a 0 sobre San Marino pelas nas eliminatórias da Copa do Mundo da FIFA.
| Azerbaijão | Azerbaijão | Azerbaijão |
| Ano        | Jogos      | Gols       |
| ---------- | ---------- | ---------- |
| 2016       | 2          | 0          |
| 2017       | 0          | 0          |
| 2018       | 7          | 1          |
| 2019       | 5          | 0          |
| 2021       | 6          | 3          |
| Total      | 20         | 4          |

Gols e resultados listam primeiro o gol do Azerbaijão.
| Nº | Data                  | Local                                        | Oponente   | Placar | Resultado | Competição                                     |
| -- | --------------------- | -------------------------------------------- | ---------- | ------ | --------- | ---------------------------------------------- |
| 1  | 9 de junho de 2018    | Estádio Daugava, Riga, Letônia               | Letônia    | 3–0    | 3–1       | Amistoso                                       |
| 2  | 30 de março de 2021   | Estádio Olímpico de Baku, Baku, Azerbaijão   | Sérvia     | 1–1    | 1–2       | Qualificação para a Copa do Mundo FIFA de 2022 |
| 3  | 27 de maio de 2021    | Estádio Bahçeşehir Okulları, Alanya, Turquia | Turquia    | 1–0    | 1–2       | Amistoso                                       |
| 4  | 1 de setembro de 2021 | Stade de Luxembourg, Luxemburgo              | Luxemburgo | 1–2    | 1–2       | Qualificação para a Copa do Mundo FIFA de 2022 |

## Títulos
Krylia Sovetov
- Primeira Divisão Russa: 2014–15[carece de fontes?]

Rússia sub-21
- Commonwealth of Independent States Cup: 2012 e 2013[carece de fontes?]

Neftchi Baku
- Campeonato Azeri de Futebol: 2020–21[carece de fontes?]